# حمدي هاشم حسانين
حمدي هاشم حسانين محمود (مواليد 1 يوليو 1977 في المراغة، محافظة سوهاج) هو شاعر وكاتب أدب أطفال مصري. عمل محررًا متعاونًا بمجلة ماجد (الإمارات)، ومجلة مكّي ومجلة أنس (السعودية)، ومجلة العربي الصغير ومجلة براعم الإيمان (الكويت)، ومحرر دائم بمجلة أطفال 999 (الإمارات).

## مؤلفاته
- دموع الملائكة، ديوان شعر، 1995
- رسائلي إليها، ديوان شعر، صدر عام 1998
- سبعة إيقاعات في سيمفونية الحب، ديوان شعر، 2002
- رجل وحيد وفنجان قهوة بارد، 2006

مؤلفات الأطفال:
- «سارة والكتاب المسحور»، دار سما، الكويت، 2013[2]
- «الذئب الحالم»، أصالة للطباعة والنشر والتوزيع، 2017[3]
- «الدجاجة والثعلب»، أصالة للطباعة والنشر والتوزيع، 2017[4]
- «الفيل المغرور»، أصالة للطباعة والنشر والتوزيع، 2017[5]
- «سامحتك»، دار الحسام للنشر والتوزيع
- «وزير الغابة»، دار الحسام للنشر والتوزيع
- «غابة الأحلام»، دار الحسام للنشر والتوزيع
- «قط.. أسود»، دار الحسام للنشر والتوزيع
- «سر المرآة»، دار الحسام للنشر والتوزيع
- «ماذا يخبئ عمرو»، دار الحسام للنشر والتوزيع
- «قبل أن يدق الجرس»[6]
- «القناع الأسود»، دار سما، الكويت
- «يوميات تلميذ»، دار البنان، بيروت
- «مغامرات ميمون»، دار وهج الحياة، السعودية

## الجوائز والتكريمات
- جائزة هيئة قصور الثقافة، 2000، عن ديوان «سبعة إيقاعات»[1]
- جائزة جريدة الأسبوع، شعر الانتفاضة، 2001[1]
- جائزة مؤسسة سعاد الصباح للإبداع الأدبي، 2002[1]
- جائزة مؤسسة البابطين للإبداع الشعري، الكويت، بالتعاون مع الإذاعة المصرية، شعر الفصحى[1]
- جائزة مجلة الشباب، مجال شعر الفصحى، 2003[1]
- جائزة مجلة الشباب، مجال شعر الفصحى، 2004[1]
- جائزة مجلة النصر، مجال شعر الفصحى، 2005[1]
- جائزة مؤسسة ناجي نعمان للثقافة والإبداع، 2006، عن ديوان «رجل وحيد وفنجان قهوة بارد»[1]
- جائزة طنجة الشاعرة، المغرب، شعر الفصحى، الدورة السابعة، 2006[1]
- جائزة مؤسسة الأهرام الصحفية، 2007[7]
- جائزة مجلة النصر، أفضل عمل للأطفال، عن قصة «الأشجار الطيبة»[7]
- جائزة هيئة قصور الثقافة، فرع أدب الأطفال، 2011[7]
- العضوية الفخرية لمؤسسة ناجي نعمان للثقافة والإبداع، لبنان[1]